# Parafia św. Maksymiliana Marii Kolbego w Krąpielu
Parafia pw. św. Maksymiliana Marii Kolbego w Krąpielu – rzymskokatolicka parafia należąca do dekanatu Stargard Wschód, archidiecezji szczecińsko-kamieńskiej, metropolii szczecińsko-kamieńskiej. Erygowana 9 października 1983 r., przy kościele pw. św. Maksymiliana Marii Kolbego w Krąpielu. Jej proboszczem jest ks. Marek Eliasz. 

## Miejsca święte

### Kościół parafialny
- Kościół pw. św. Maksymiliana Marii Kolbego w Krąpielu[1] - poświęcony dnia 10 kwietnia 1983[2], przez ks. bp. Jana Gałeckiego[2].

### Kościoły filialne i kaplice
- Kościół pw. Narodzenia Najświętszej Maryi Panny w Trzebiatowie[1][2]
- Kościół pw. Podwyższenia Krzyża Świętego w Tychowie[1][2]
- Pomieszczenie do celów kultu w Sułkowie - pomieszczenie w baraku, udostępnione przez Agencję Własności Rolnej Skarbu Państwa[2]

## Obszar parafii

### Miejscowości i ulice
W granicach parafii znajdują się miejscowości:
- Krąpiel,
- Trzebiatów,
- Tychowo
- Sułkowo

## Działalność parafialna

### Msze Święte i nabożeństwa

#### Msze Święte
| Kościół                                                        | W soboty | W niedziele |
| -------------------------------------------------------------- | -------- | ----------- |
| Kościół pw. św. Maksymiliana Marii Kolbego w Krąpielu          | 17.30    | 9:30        |
| Kościół pw. Podwyższenia Krzyża w Tychowie                     |          | 11:00       |
| Kościół pw. Narodzenia Najświętszej Marii Panny w Trzebiatowie | 12:30    |             |
| Msza Święta w Sułkowie                                         | 13:45    |             |

| Kościół                                                        | W niedziele |
| -------------------------------------------------------------- | ----------- |
| Kościół pw. Narodzenia Najświętszej Marii Panny w Trzebiatowie | 8:30        |
| Kościół pw. św. Maksymiliana Marii Kolbego w Krąpielu          | 10:00       |
| Kościół pw. Podwyższenia Krzyża w Tychowie                     | 11:30       |